# Lamar Odom
Lamar Joseph Odom (nascut a Queens, Nova York, el 6 de novembre de 1979), és un exjugador de bàsquet, com a jugador de Los Angeles Lakers va guanyar el campionat de NBA el 2009 i 2010. El 2011 va guanyar el premi a millor sisè home de la temporada.

## Biografia
Va ser seleccionat pels Los Angeles Clippers a la 4a posició de la 1a ronda del Draft de l'NBA l'any 1999, procedent de la Universitat de Rhode Island. L'any 2000 va aconseguir entrar a l'equip ideal dels Rookies de l'NBA.
Va jugar als Clippers fins al 2003, quan va marxar una temporada als Miami Heat per tornar l'any següent a Los Angeles per jugar als Lakers. Amb els Lakers va aconseguir disputar les finals del 2008 davant dels Boston Celtics, caient derrotats per 4-2. Posteriorment els anys 2009 i 2010 va aconseguir guanyar el títol de campió de l'NBA amb la franquícia californiana.
Va formar part de la selecció de bàsquet dels Estats Units que va obtenir la medalla de bronze als Jocs Olímpics d'Atenes 2004. El 18 de febrer de 2014, el Saski Baskonia va anunciar el seu fitxatge, equip on va jugar dos partits.
L'octubre de 2015 va haver de ser hospitalitzat en estat molt greu per haver consumit Herbal Viagra i altres substàncies.